# Strażnica WOP Lutogniewice
Strażnica w Lutogniewicach:
1. podstawowy pododdział graniczny Wojsk Ochrony Pogranicza.
2. graniczna jednostka organizacyjna polskiej straży granicznej realizująca zadania bezpośrednio w ochronie granicy państwowej.

## Formowanie i zmiany organizacyjne
Z dniem 1.01.1960, w strukturze 83 batalionu WOP, została sformowana 17 strażnica WOP Lutogniewice IV kategorii o stanie 28 wojskowych.
Po rozwiązaniu w 1991 Wojsk Ochrony Pogranicza, strażnica w Lutogniewicache weszła w podporządkowanie Łużyckiego Oddziału Straży Granicznej. W 1960, po kolejnej zmianie numeracji, strażnica posiadała numer 16 i zakwalifikowana była do kategorii IV w 8 Łużyckiej Brygadzie WOP. W 1964 strażnica WOP nr 15 Lutogniewice uzyskała status strażnicy lądowej i zaliczona została do IV kategorii.